# Intriga en Bagdad

Intriga en Bagdad es una novela escrita por Agatha Christie y publicada en 1951.

## Argumento
Victoria Jones era una joven taquígrafa inglesa que acababa de perder su trabajo. De pronto conoce a Edward, un joven que se iba a ir a Bagdad a trabajar con el doctor Rathbone, un intelectual preservador de la cultura.
Al verse inmiscuida en una típica historia de Romeo y Julieta, Victoria decide viajar a Bagdad, en donde lograr encontrar al joven.
Sin embargo, una noche Henry Carmichael, agente británico, entra a la habitación de Victoria y muere, confiándole tres palabras clave en su oído antes de su expiración. La joven, horrorizada, pronto se ve involucrada en un mundo donde la astucia sería el arma más eficaz que uno tendría a la mano.

## Personajes
- Victoria Jones: Joven taquígrafa, hermosa e inteligente.
- Edward Goring: Joven expiloto.
- Henry Carmichael: Valeroso agente británico.
- Richard Baker: Joven e inteligente arqueólogo.
- Pauncefoot Jones: Arqueólogo famoso y algo despistado.
- Rathbone: Líder de una red de contrabando de dinero e intelectual famoso por defender la cultura.
- Dakin: Líder del servicio secreto británico

- Datos: Q1247314